# Liste der bulgarischen Außenminister
In dieser Liste der bulgarischen Außenminister stehen die bulgarischen Außenminister, nach der Regierung geordnet (Erste Bulgarische Regierung = 1, Zweite Bulgarische Regierung = 2 etc.). Die gleiche Nummer (Regierung) z. B. 80 bedeutet, dass es mehrere Außenminister in einer Regierung gab. Der Minister steht dem Außenministerium vor. 

## Außenminister im Fürstentum Bulgarien

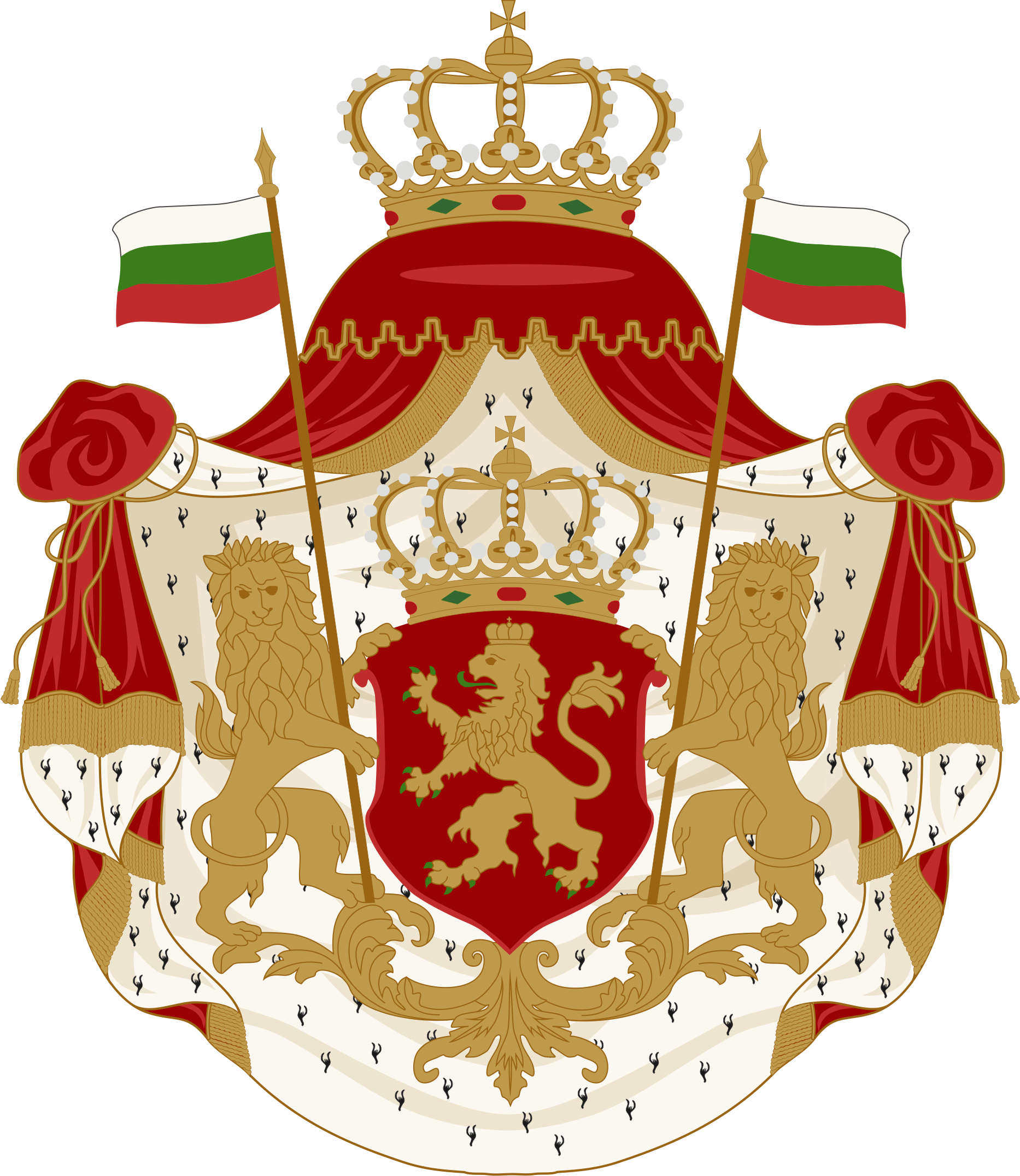
Wappen des Fürstentums Bulgarien

| Regierung                             | Regierungschef            | Außenminister              | von – bis                            | Partei                          |
| ------------------------------------- | ------------------------- | -------------------------- | ------------------------------------ | ------------------------------- |
| Außenminister im Fürstentum Bulgarien |                           |                            |                                      |                                 |
| 1                                     | Todor Burmow              | Marko Balabanow            | 17. Juli 1879 – 6. Dezember 1879     | Konservative Partei (Bulgarien) |
| 2                                     | Kliment Tarnowski (1.)    | Grigor Natschowitsch       | 6. Dezember 1879 – 7. April 1880     | Konservative Partei             |
| 3                                     | Dragan Zankow (1.)        | Dragan Zankow              | 7. April–10. Dezember 1880           | Liberale Partei (Bulgarien)     |
| 4                                     | Petko Karawelow (1.)      | Nikola Stojtschew          | 10. Dezember 1880 – 9. Mai 1881      | Liberale Partei (Bulgarien)     |
| 5                                     | Johann Casimir Ernrot     | Konstantin Jireček         | 9. Mai–13. Juli 1881                 | unabhängig                      |
| 6                                     | Vakanz/Fürst Alexander I. | Konstantin Stoilow         | 13. Juli–11. August 1881             | Konservative Partei             |
| 6                                     | Vakanz/Fürst Alexander I. | Georgi Walkowitsch         | 11. August 1881 – 5. Juli 1882       | Konservative Partei             |
| 7                                     | Leonid Sobolew            | Georgi Wălkowitsch         | 5. Juli 1882 – 6. Januar 1883        | Konservative Partei             |
| 7                                     | Leonid Sobolew            | Konstantin Stoilow         | 26. Januar–15. März 1883             | Konservative Partei             |
| 7                                     | Leonid Sobolew            | Kirjak Zankow              | 15. März–19. September 1883          | unabhängig                      |
| 8                                     | Dragan Zankow (2.)        | Marko Balabanow            | 19. September 1883 – 12. Januar 1884 | Progressiv Liberale Partei      |
| 9                                     | Dragan Zankow (3.)        | Marko Balabanow            | 12. Januar–11. Juli 1884             | Progressiv Liberale Partei      |
| 10                                    | Petko Karawelow (2.)      | Ilija Zanow                | 11. Juli 1884 – 21. August 1886      | Liberale Partei (Bulgarien)     |
| 11                                    | Kliment Tarnowski (2.)    | Christo Stojanow           | 21.–24. August 1886                  | unabhängig                      |
| 12                                    | Petko Karawelow (3.)      | Konstantin Stoilow         | 24.–28. August 1886                  | Konservative Partei (Bulgarien) |
| 13                                    | Wassil Radoslawow (1.)    | Grigor Natschowitsch       | 28. August 1886 – 10. Juli 1887      | Konservative Partei             |
| 14                                    | Konstantin Stoilow (1.)   | Grigor Natschowitsch       | 10. Juli–1. September 1887           | Konservative Partei             |
| 15                                    | Stefan Stambolow          | Georgi Stranski            | 1. September 1887 – 16. Juni 1890    | Volksliberale Partei            |
| 15                                    | Stefan Stambolow          | Stefan Stambolow           | 16. Juni–14. November 1890           | Volksliberale Partei            |
| 15                                    | Stefan Stambolow          | Dimitar Grekow             | 14. November 1890 – 31. Mai 1894     | Volksliberale Partei            |
| 16                                    | Konstantin Stoilow (2.)   | Grigor Natschowitsch       | 31. Mai–21. Dezember 1894            | Volkspartei (Bulgarien)         |
| 17                                    | Konstantin Stoilow (3.)   | Grigor Natschowitsch       | 21. Dezember 1894 – 22. Februar 1896 | Volkspartei (Bulgarien)         |
| 17                                    | Konstantin Stoilow (3.)   | Konstantin Stoilow         | 22. Februar 1896 – 30. Januar 1899   | Volkspartei (Bulgarien)         |
| 18                                    | Dimitar Grekow (1.)       | Dimitar Grekow             | 30. Januar 1899 – 13. Oktober 1899   | Volksliberale Partei            |
| 19                                    | Todor Iwantschow (1.)     | Todor Iwantschow           | 13. Oktober 1899 – 10. Dezember 1900 | Liberale Partei (Radoslawisti)  |
| 20                                    | Todor Iwantschow (2.)     | Dimitar Stojanow Tontschew | 10. Dezember 1900 – 21. Januar 1901  | Liberale Partei (Radoslawisti)  |
| 21                                    | Ratscho Petrow (1.)       | Ratscho Petrow             | 21. Januar–4. März 1901              | unabhängig                      |
| 22                                    | Petko Karawelow (4.)      | Stojan Danew               | 4. März 1901 – 3. Januar 1902        | Progressiv Liberale Partei      |
| 23                                    | Stojan Danew (1.)         | Stojan Danew               | 3. Januar–15. November 1902          | Progressiv Liberale Partei      |
| 24                                    | Stojan Danew (2.)         | Stojan Danew               | 15. November 1902 – 31. März 1903    | Progressiv Liberale Partei      |
| 25                                    | Stojan Danew (3.)         | Stojan Danew               | 31. März–18. Mai 1903                | Progressiv Liberale Partei      |
| 26                                    | Ratscho Petrow (2.)       | Ratscho Petrow             | 18. Mai 1903 – 4. November 1906      | Volksliberale Partei            |
| 27                                    | Dimitar Petkow            | Dimitar Stantschow         | 4. November 1906 – 11. März 1907     | unabhängig                      |
| 28                                    | Dimitar Stantschow        | Dimitar Stantschow         | 11. März–16. März 1907               | unabhängig                      |
| 29                                    | Petar Gudew               | Dimitar Stantschow         | 16. März 1907 – 29. Januar 1908      | unabhängig                      |
| 30                                    | Aleksandar Malinow        | Stefan Paprikow            | 29. Januar 1908 – 18. September 1910 | Demokratische Partei            |

## Außenminister im Königreich Bulgarien

Wappen des Königreichs Bulgarien

| Regierung                             | Regierungschef           | Außenminister           | von – bis                             | Partei                         |
| ------------------------------------- | ------------------------ | ----------------------- | ------------------------------------- | ------------------------------ |
| Außenminister im Königreich Bulgarien |                          |                         |                                       |                                |
| 31                                    | Aleksandar Malinow (2.)  | Aleksandar Malinow      | 18. September 1910 – 29. März 1911    | Demokratische Partei           |
| 32                                    | Iwan Geschow             | Iwan Geschow            | 29. März 1911 – 14. Juni 1913         | Volkspartei (Bulgarien)        |
| 33                                    | Stojan Danew (4.)        | Stojan Danew            | 14. Juni–17. Juli 1913                | Progressiv Liberale Partei     |
| 34                                    | Wassil Radoslawow (2.)   | Nikola Genadiew         | 17. Juli–30. Dezember 1913            | Volksliberale Partei           |
| 34                                    | Wassil Radoslawow (2.)   | Wassil Radoslawow       | 30. Dezember 1913 – 5. Januar 1914    | Liberale Partei (Radoslawisti) |
| 35                                    | Wassil Radoslawow (3.)   | Wassil Radoslawow       | 5. Januar 1914 – 21. Juni 1918        | Liberale Partei (Radoslawisti) |
| 36                                    | Aleksandar Malinow (3.)  | Aleksandar Malinow      | 21. Juni–17. Oktober 1918             | Demokratische Partei           |
| 37                                    | Teodor Teodorow (1.)     | Teodor Todorow          | 17. Oktober–28. November 1918         | Volkspartei (Bulgarien)        |
| 38                                    | Teodor Teodorow (2.)     | Teodor Todorow          | 28. November 1918 – 7. Mai 1919       | Volkspartei                    |
| 39                                    | Teodor Teodorow (3.)     | Teodor Todorow          | 7. Mai–6. Oktober 1919                | Volkspartei                    |
| 40                                    | Aleksandar Stambolijski  | Michail Madscharow      | 6. Oktober 1919 – 16. April 1920      | Bauernpartei (Bulgarien)       |
| 40                                    | Aleksandar Stambolijski  | Aleksandar Stambolijski | 16. April 1920 – 9. Juni 1923         | Bauernpartei                   |
| 41                                    | Aleksandar Zankow (1.)   | Aleksandar Zankow       | 9. Juni–10. Juni 1923                 | Naroden Sgowor                 |
| 41                                    | Aleksandar Zankow        | Christo Kalfow          | 10. Juni–22. September 1923           | Naroden Sgowor                 |
| 42                                    | Aleksandar Zankow (2.)   | Christo Kalfow          | 22. September 1923 – 4. Januar 1926   | Naroden Sgowor                 |
| 43                                    | Andrei Ljaptschew (1.)   | Atanas Burow            | 4. Januar 1926 – 12. September 1928   | Demokratitscheski Sgowor       |
| 44                                    | Andrei Ljaptschew (2.)   | Atanas Burow            | 12. September 1928 – 15. Mai 1930     | Demokratitscheski Sgowor       |
| 45                                    | Andrei Ljaptschew (3.)   | Atanas Burow            | 15. Mai 1930 – 29. Juni 1931          | Demokratitscheski Sgowor       |
| 46                                    | Aleksandar Malinow (4.)  | Aleksandar Malinow      | 29. Juni–29. Oktober 1931             | Demokratische Partei           |
| 47                                    | Nikola Muschanow (1.)    | Nikola Muschanow        | 29. Oktober 1931 – 7. September 1932  | Demokratische Partei           |
| 48                                    | Nikola Muschanow (2.)    | Nikola Muschanow        | 7. September–31. Dezember 1932        | Demokratische Partei           |
| 49                                    | Nikola Muschanow (3.)    | Nikola Muschanow        | 31. Dezember 1932 – 19. Mai 1934      | Demokratische Partei           |
| 50                                    | Kimon Georgiew (1.)      | Kimon Georgiew          | 19. Mai–23. Mai 1934                  | Sweno (Bulgarien)              |
| 50                                    | Kimon Georgiew           | Konstantin Batolow      | 23. Mai 1934 – 22. Januar 1935        | parteilos                      |
| 51                                    | Petǎr Slatew             | Konstantin Batolow      | 22. Januar–21. April 1935             | parteilos                      |
| 52                                    | Andrei Toschew           | Georgi Kjosseiwanow     | 21. April–23. November 1935           | parteilos                      |
| 53                                    | Georgi Kjosseiwanow (1.) | Georgi Kjosseiwanow     | 23. November 1935 – 4. Juli 1936      | parteilos                      |
| 54                                    | Georgi Kjosseiwanow (2.) | Georgi Kjosseiwanow     | 4. Juli 1936 – 14. November 1938      | parteilos                      |
| 55                                    | Georgi Kjosseiwanow (3.) | Georgi Kjosseiwanow     | 14. November 1938 – 23. November 1939 | parteilos                      |
| 56                                    | Georgi Kjosseiwanow (4.) | Georgi Kjosseiwanow     | 23. November 1939 – 15. Februar 1940  | parteilos                      |
| 57                                    | Bogdan Filow (1.)        | Iwan Popow              | 15. Februar 1940 – 11. April 1942     | parteilos                      |
| 58                                    | Bogdan Filow (2.)        | Bogdan Filow            | 11. April 1942 – 9. September 1943    | parteilos                      |
| 59                                    | Petar Gabrowski          | Bogdan Filow            | 9. September – 14. September 1943     | parteilos                      |
| 60                                    | Dobri Boschilow          | Sawa Kirow              | 14. September–14. Oktober 1943        | parteilos                      |
| 60                                    | Dobri Boschilow          | Dimitar Schischmanow    | 14. Oktober 1943 – 1. Juni 1944       | parteilos                      |
| 61                                    | Iwan Bagrjanow           | Iwan Bagrjanow          | 1.–12. Juni 1944                      | parteilos                      |
| 61                                    | Iwan Bagrjanow           | Parwan Draganow         | 12. Juni–2. September 1944            | parteilos                      |
| 62                                    | Konstantin Murawiew      | Konstantin Murawiew     | 2. September–9. September 1944        | Bauernpartei (Bulgarien)       |
| 63                                    | Kimon Georgiew (2.)      | Petko Stajnow           | 9. September 1944 – 31. März 1946     | parteilos                      |
| 64                                    | Kimon Georgiew (3.)      | Georgi Kulischew        | 31. März–22. November 1946            | parteilos                      |
| 65                                    | Georgi Dimitrow (1.)     | Kimon Georgiew          | 22. November 1946 – 11. Dezember 1947 | Sweno (Bulgarien)              |

## Außenminister der Volksrepublik Bulgarien

Wappen der Volksrepublik Bulgarien

| Regierung                                 | Regierungschef          | Außenminister      | von – bis                           | Partei                            |
| ----------------------------------------- | ----------------------- | ------------------ | ----------------------------------- | --------------------------------- |
| Außenminister der Volksrepublik Bulgarien |                         |                    |                                     |                                   |
| 66                                        | Georgi Dimitrow (2.)    | Wasil Kolarow      | 11. Dezember 1947 – 2. Juli 1949    | Bulgarische Kommunistische Partei |
| 67                                        | Wassil Kolarow          | Wassil Kolarow     | 2. Juli – 6. August 1949            | Bulgarische Kommunistische Partei |
| 67                                        | Wassil Kolarow          | Wladimir Poptomow  | 6. August 1949 – 20. Januar 1950    | Bulgarische Kommunistische Partei |
| 68                                        | Walko Tscherwenkow (1.) | Wladimir Poptomow  | 20. Januar–27. Mai 1950             | Bulgarische Kommunistische Partei |
| 69                                        | Walko Tscherwenkow (2.) | Mintscho Nejtschew | 27. Mai 1950 – 20. Januar 1954      | Bulgarische Kommunistische Partei |
| 70                                        | Walko Tscherwenkow (3.) | Mintscho Nejtschew | 20. Januar 1954 – 17. April 1954    | Bulgarische Kommunistische Partei |
| 71                                        | Anton Jugow (1.)        | Mintscho Nejtschew | 17. April 1954 – 11. August 1954    | Bulgarische Kommunistische Partei |
| 72                                        | Anton Jugow (2.)        | Karlo Lukanow      | 11. August 1956 – 15. Januar 1958   | Bulgarische Kommunistische Partei |
| 73                                        | Anton Jugow (3.)        | Karlo Lukanow      | 15. Januar 1958 – 17. März 1962     | Bulgarische Kommunistische Partei |
| 74                                        | Anton Jugow (4.)        | Karlo Lukanow      | 17. März–19. November 1962          | Bulgarische Kommunistische Partei |
| 75                                        | Todor Schiwkow (1.)     | Karlo Lukanow      | 19.–27. November 1962               | Bulgarische Kommunistische Partei |
| 75                                        | Todor Schiwkow          | Iwan Baschew       | 27. November 1962 – 12. März 1966   | Bulgarische Kommunistische Partei |
| 76                                        | Todor Schiwkow (2.)     | Iwan Baschew       | 12. März 1966 – 7. Juli 1971        | Bulgarische Kommunistische Partei |
| 77                                        | Stanko Todorow (1.)     | Iwan Baschew       | 7. Juli–13. Dezember 1971           | Bulgarische Kommunistische Partei |
| 77                                        | Stanko Todorow          | Petar Mladenow     | 13. Dezember 1971 – 17. Juni 1976   | Bulgarische Kommunistische Partei |
| 78                                        | Stanko Todorow (2.)     | Petar Mladenow     | 17. Juni 1976 – 18. Juni 1981       | Bulgarische Kommunistische Partei |
| 79                                        | Grischa Filipow         | Petar Mladenow     | 18. Juni 1981 – 21. März 1986       | Bulgarische Kommunistische Partei |
| 80                                        | Georgi Atanassow (1.)   | Petar Mladenow     | 21. März – 19. Juni 1986            | Bulgarische Kommunistische Partei |
| 81                                        | Georgi Atanassow (2.)   | Petar Mladenow     | 19. Juni 1986 – 15. November 1989   | Bulgarische Kommunistische Partei |
| 82                                        | Georgi Atanassow (3.)   | Bojko Dimitrow     | 15. November 1989 – 8. Februar 1990 | Bulgarische Kommunistische Partei |
| 83                                        | Andrei Lukanow (1.)     | Bojko Dimitrow     | 8. Februar–22. September 1990       | Bulgarische Sozialistische Partei |

## Außenminister in der Republik Bulgarien

Wappen Bulgariens

| Regierung                          | Regierungschef          | Außenminister        | von – bis                            | Partei                               |
| ---------------------------------- | ----------------------- | -------------------- | ------------------------------------ | ------------------------------------ |
| Außenminister Bulgariens nach 1990 |                         |                      |                                      |                                      |
| 84                                 | Andrei Lukanow (II.)    | Ljuben Gozew         | 22. September–7. Dezember 1990       | Bulgarische Sozialistische Partei    |
| 85                                 | Dimitar Popow           | Wiktor Walkow        | 7. Dezember 1990 – 8. November 1991  | BZNS                                 |
| 86                                 | Filip Dimitrow          | Stojan Ganew         | 8. November 1991 – 30. Dezember 1992 | Union der Demokratischen Kräfte      |
| 87                                 | Ljuben Berow            | Ljuben Berow         | 30. Dezember 1992 – 23. Juni 1993    | parteilos                            |
| 87                                 | Ljuben Berow            | Stanislaw Daskalow   | 23. Juni 1993 – 17. Oktober 1994     | parteilos                            |
| 88                                 | Reneta Indschowa        | Iwan Stantschow      | 17. Oktober 1994 – 26. Januar 1995   | parteilos, interim                   |
| 89                                 | Schan Widenow           | Georgi Pirinski      | 25. Januar 1995 – 13. Februar 1997   | Bulgarische Sozialistische Partei    |
| 90                                 | Stefan Sofijanski       | Stojan Stalew        | 13. Februar–21. Mai 1997             | parteilos, interim                   |
| 91                                 | Iwan Kostow             | Nadeschda Michajlowa | 21. Mai 1997 – 24. Juli 2001         | Union der Demokratischen Kräfte      |
| 92                                 | Simeon Sakskoburggotski | Solomon Pasi         | 24. Juli 2001 – 17. August 2005      | NDSW                                 |
| 93                                 | Sergei Stanischew       | Iwajlo Kalfin        | 17. August 2005 – 27. Juli 2009      | Politische Bewegung Sozialdemokraten |
| 94                                 | Bojko Borissow (I.)     | Rumjana Schelewa     | 27. Juli 2009 – 27. Januar 2010      | GERB                                 |
| 94                                 | Bojko Borissow (II.)    | Nikolaj Mladenow     | 27. Januar 2010 – 13. März 2013      | GERB                                 |
| 95                                 | Marin Rajkow            | Marin Rajkow         | 13. März 2013 – 29. Mai 2013         | parteilos, interim                   |
| 96                                 | Plamen Orescharski      | Kristian Wigenin     | 29. Mai 2013 – 5. August 2014        | Bulgarische Sozialistische Partei    |
| 97                                 | Georgi Blisnaschki      | Daniel Mitow         | 5. August 2014 – 7. November 2014    | parteilos, interim                   |
| 98                                 | Bojko Borissow (III.)   | Daniel Mitow         | 7. November 2014 – 27. Januar 2017   | parteilos                            |
| 99                                 | Ognjan Gerdschikow      | Radi Najdenow        | 27. Januar 2017 – 4. Mai 2017        | parteilos, interim                   |
| 100                                | Bojko Borissow (IV.)    | Ekaterina Sachariewa | 4. Mai 2017 – 12. Mai 2021           | GERB                                 |
| 101                                | Stefan Janew            | Swetlan Stoew        | 12. Mai 2021 – 13. Dezember 2021     | parteilos, interim                   |
| 101                                | Kiril Petkow            | Teodora Gentschowska | 13. Dezember 2021 – 2. August 2022   | ITN                                  |
| 101                                | Galab Donew             | Nikolaj Milkow       | 2. August 2022 – 5. Mai 2023         | parteilos, interim                   |
| 101                                | Galab Donew             | Iwan Kondow          | 5. Mai 2023 – 6. Juni 2023           | parteilos, interim                   |
| 102                                | Nikolaj Denkow          | Marija Gabriel       | 6. Juni 2023 – 9. April 2024         | GERB                                 |
| 103                                | Dimitar Glawtschew      | Stefan Dimitrow      | 9. April 2024 – 22. April 2024       | parteilos, interim                   |
| 103                                | Dimitar Glawtschew      | Dimitar Glawtschew   | 22. April 2024 – 27. August 2024     | parteilos, interim                   |
| 104                                | Dimitar Glawtschew      | Iwan Kondow          | 27. August 2024 – 16. Januar 2025    | parteilos, interim                   |
| 105                                | Rossen Scheljaskow      | Georg Georgiew       | seit 16. Januar 2025                 | GERB                                 |